# Cedric Howell
Cédric Ernest « Spike » Howell, né le 17 juin 1896 à Adélaïde et mort le 10 décembre 1919 à Ágios Geórgios (Corfou), est un pilote de chasse australien, as de l'aviation durant la Première Guerre mondiale. Il s'enrôle dans la Première force impériale australienne en 1916 et est affecté à la 46e Bataillon sur le Front de l'Ouest. En novembre 1916, il est transféré au Royal Flying Corps et suit une formation de pilotage au Royaume-Uni. Après avoir obtenu son Brevet de pilote, il est muté avec l'Escadron RFC no 45 en France, avec le grade de sous-lieutenant, durant le mois d'octobre 1917. Deux mois plus tard, l'escadron embarque pour le Front italien,.